# 상록수체육관
상록수체육관(常綠樹體育館, Sangnoksu Gymnasium)은 경기도 안산시 상록구 본오동에 위치한 실내 체육관이다. 현재 V-리그의 안산 OK금융그룹 읏맨이 홈구장으로 사용하고 있다. 지하철을 이용해 찾아간다면 상록수역으로 가는 게 편하다. 상록수역 1번 출구에 내리면 걸어서 5분 정도밖에 걸리지 않는데, 이 때문에 교통 접근성이 좋기로 손꼽히는 배구 경기장이다. 프로구단 유치 목적이 아닌 생활체육 용도였기에 관중석의 규모가 상당히 작은 편이다. 1층 지정석은 코트가 가까워 시야도 양호한 편이다. 1층 테이블석은 아예 선수단 바로 근처에 위치해 있다. 2층으로 올라가면 경사가 상당히 가파르고 좌석 간격이 좁지만 나름 접이식에 팔걸이도 있다.  
| 상록수체육관 Sangnoksu Gymnasium |                                                                                         |
| 개장                             | 2013년 7월 16일                                                                         |
| 소재지                           | 경기도 안산시 상록구 용신로 422 (본오동)                                                |
| 홈 구단                          | 안산 러시앤캐시 베스피드-OK저축은행 러시앤캐시-OK금융그룹 읏맨-OK저축은행 읏맨 (2013~ ) |
| 좌석규모                         | 2,535석 (수용인원 2,700명)                                                              |